# Phaius australis
Phaius australis är en orkidéart som beskrevs av Ferdinand von Mueller. Phaius australis ingår i släktet Phaius och familjen orkidéer.

## Underarter
Arten delas in i följande underarter:
- P. a. australis
- P. a. bernaysii

## Bildgalleri

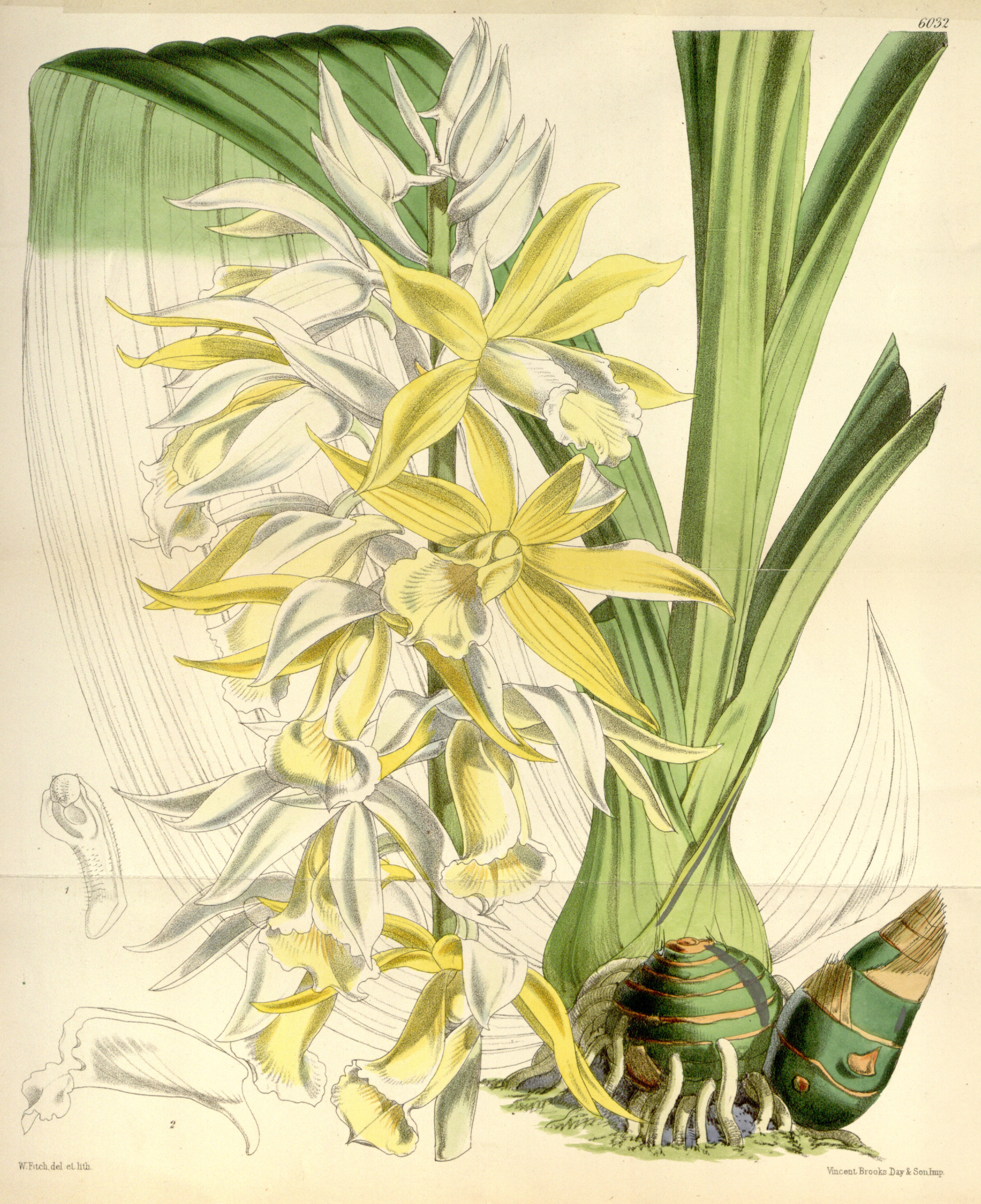
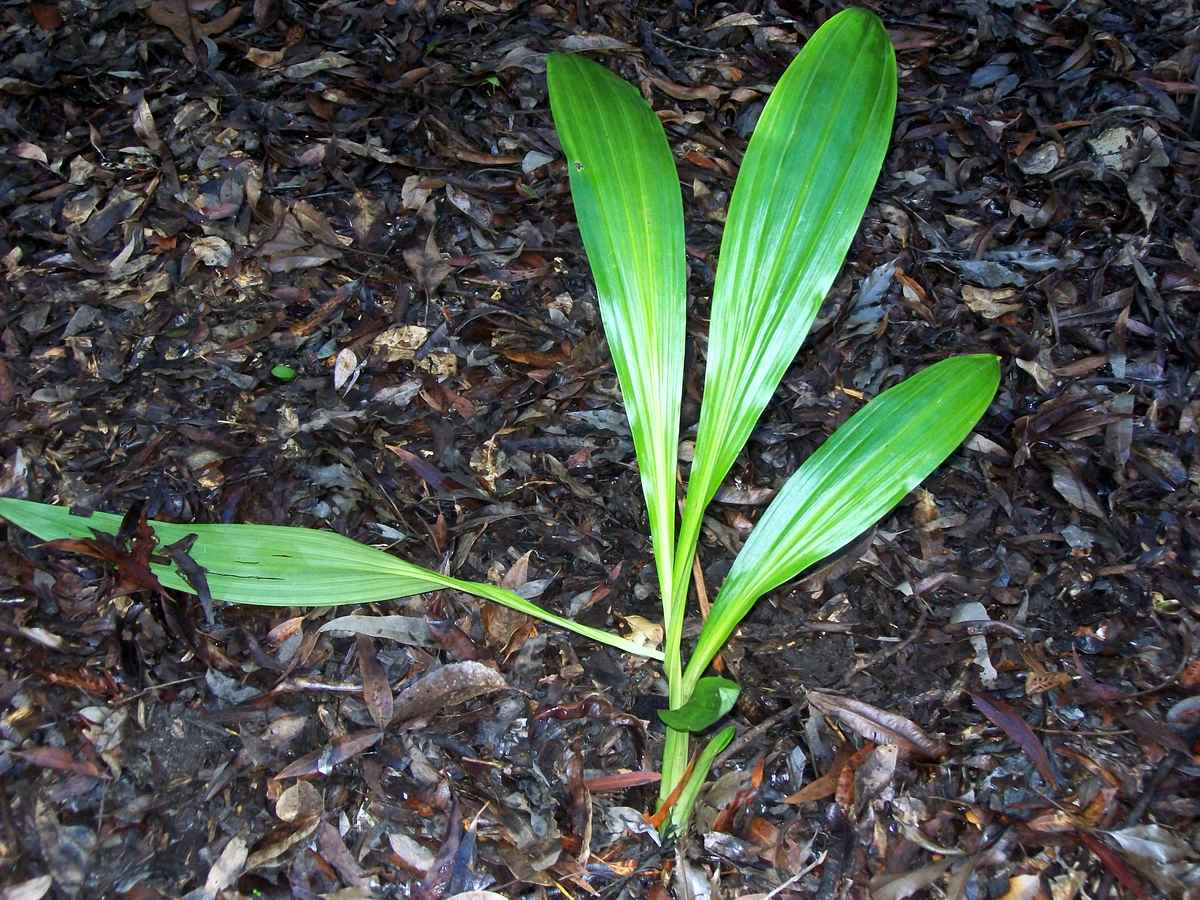